# Отрадо-Кубанское сельское поселение
Отрадо-Кубанское сельское поселение — муниципальное образование в Гулькевичском районе Краснодарского края России.
В рамках административно-территориального устройства Краснодарского края ему соответствует Отрадо-Кубанский сельский округ.
Административный центр — село Отрадо-Кубанское.

## Население
| 2010  | 2012  | 2013  | 2014  | 2015  | 2016  | 2017  |
| ----- | ----- | ----- | ----- | ----- | ----- | ----- |
| 4984  | ↗4989 | ↘4962 | ↘4803 | ↘4779 | ↘4745 | ↗4767 |
| 2018  | 2019  | 2020  | 2021  | 2023  |       |       |
| ↘4746 | ↗4767 | ↗4802 | ↘4779 | ↘4733 |       |       |

## Населённые пункты
В состав сельского поселения (сельского округа) входят 5 населённых пунктов:
| № | Населённый пункт | Тип населённого пункта | Население (чел.) |
| - | ---------------- | ---------------------- | ---------------- |
| 1 | Отрадо-Кубанское | село                   | ↘3527            |
| 2 | Ботаника         | посёлок                | ↗998             |
| 3 | Мирный Пахарь    | хутор                  | ↗53              |
| 4 | Прогресс         | хутор                  | ↘127             |
| 5 | Старомавринский  | хутор                  | ↘17              |